# Sherritt International

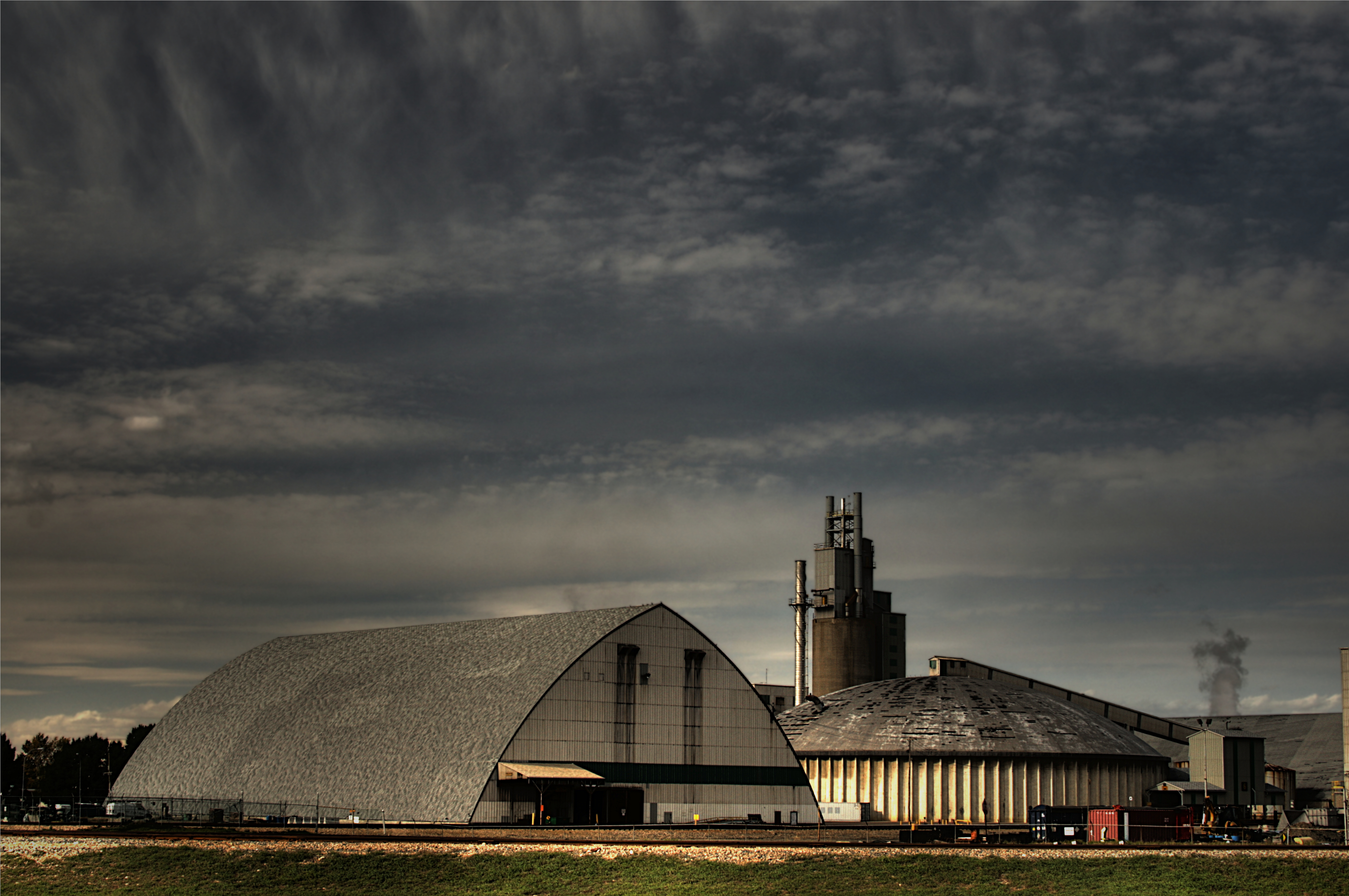
Des bâtiments de l'usine Sherritt, Fort Saskatchewan, Alberta>

Sherritt International est une entreprise minière canadienne. Elle est notamment un important producteur de nickel, mais possède également des opérations dans le charbon et l'extraction pétrolière et gazière.

## Principaux actionnaires
Au 21 mars 2020.
| Credit Suisse Asset Management | 2,54% |
| PenderFund Capital Management  | 2,35% |
| Ninepoint Partners             | 1,44% |
| Formuepleje                    | 1,12% |
| Dimensional Fund Advisors      | 0,94% |
| Scheer, Rowlett & Associates   | 0,39% |
| O'Shaughnessy                  | 0,36% |
| Foyston, Gordon & Payne        | 0,36% |
| Russell Investments Canada     | 0,36% |
| ClearBridge Investments        | 0,35% |